# Devics (Makedonszki Brod)
Devics (macedónul: Девич) település Észak-Macedóniában, a Délnyugati körzet Makedonszki Brod-i járásában.

## Népesség
| Lakosok száma | 223  | 259  | 264  | 215  | 171  | 141  | 125  | 86   | 50   |
|               | 1948 | 1953 | 1961 | 1971 | 1981 | 1991 | 1994 | 2002 | 2021 |

2002-ben 86 lakosa volt, akik mindannyian macedónok.